# 藤井郁弥 キュートしようよ
藤井郁弥 キュートしようよ（ふじいふみや キュートしようよ）は、1987年10月10日から1989年4月8日までニッポン放送で放送されていたラジオ番組。メインパーソナリティは藤井郁弥（現・藤井フミヤ、当時チェッカーズ）。

## 概要
同じニッポン放送の日曜日午前で1985年10月6日から1987年10月4日まで放送されていた『藤井郁弥のハートはジュークボックス』（日曜日午前8:30 - 9:00）が、同時間帯で『スーパー電リクサンデーヒットパラダイス』がスタートしたことにより終了し、藤井の番組が時間移動してリニューアルする形で本番組がスタートした。前番組『吉川晃司 サングラスをはずして』に続いて、CBSソニー出版（のちのソニー・マガジンズ、現・エムオン・エンタテインメント）の一社提供。当時のCBSソニー出版の雑誌『PATi PATi』内のページ「パチ・パチ・ランド」にて、本番組の詳しい情報が掲載されていた。本番組のコーナー・企画のうち『生歌コーナー』は前身番組『ハートはジュークボックス』から継続された。
交流のある有名人との話などのプライベート話、季節の話や世間の流行などを話題としてトークが展開された。
1989年4月改編で『藤井郁弥のオールナイトニッポン』がスタートし、これと入れ替わる形で本番組は終了した。

## 主なコーナー・企画
生歌コーナー
前身番組『藤井郁弥のハートはジュークボックス』から継続のコーナー。藤井自身が選んだ曲を自ら放送内で歌唱。毎週1曲はリスナーからのリクエストに応えていた。このコーナーではリスナーから歌詞も募集しており、送られて来た歌詞に曲を付けて歌っていた。一度中断していた頃があったが、1988年9月から再開した。
特集コーナー
藤井の選曲による音楽特集、リスナーからのはがきによって構成するはがき特集など色々な特集を行った。
ロックンロールヒストリー
本番組前期の頃、1988年5月7日まで放送されていた。
ラジオドラマ
1988年2月27日放送回で本番組初のラジオドラマ企画を放送。藤井自身が脚本を手掛け、そのペンネームはリスナーからの公募によって『ジェームス藤井』に決定。中山美穂を相手役として放送された。1988年6月18日放送の第2弾では同じニッポン放送の番組『中山美穂 ちょっとだけええかっこC』との連動企画として、同じく中山を相手役として行われた。番組中で中山の役名を募集し、その募集に応じたリスナーの中から抽選で10名に藤井との2人のサイン入り台本が贈られた。

## ゲスト
- 宇都宮隆 （TM NETWORK、1987年11月21日）
- 前田亘輝 （TUBE、1987年12月12日）
- 小林麻美 （1988年1月30日）
- 中山美穂 （1988年2月27日・1988年6月18日）
- 薬師丸ひろ子 （1988年4月9日・1989年2月11日・2月18日）
- 舘ひろし （1988年4月30日）
- 工藤静香 （1988年5月28日）
- NOKKO （レベッカ、1988年7月30日）- 『ドクトル郁弥とナースNOKKOの真夏の夜の性教育』のスペシャル企画を放送[11]。
- カールスモーキー石井 （米米CLUB、1988年9月24日）[7]
- 田中裕子 （1988年10月1日）
- 今井美樹 （1988年10月15日・10月22日）[12]
- 石原真理子 （1988年10月29日・11月5日）
- 中森明菜 （1988年11月12日・11月19日）[13]
- 松任谷由実 （1988年11月26日）[13]
- 浅香唯 （1988年12月3日・12月10日）[13]
- 藤井尚之 （チェッカーズ、1988年12月17日）
- 伊丹十三 （1989年1月14日）
- 斉藤由貴 （1989年1月21日・1月28日）
- 鶴久政治 （チェッカーズ、1989年2月4日）
- 野沢直子 （1989年3月4日）
- 梶原真理子 （1989年3月11日）
- 川村かおり （1989年3月18日）

## 放送されていた局
（▲ - 途中でネット打ち切り、◎ - ネット再開、※ - 途中からネット開始。
特に注記の無いものは、1987年10月 - 1989年4月時間変更無く通して放送）
- ニッポン放送（制作局）：土曜日 22:00 - 22:30
- STVラジオ：日曜日 23:30 - 24:00
- 青森放送：土曜日 21:30 - 22:00 （1987年10月 - 1988年3月▲）
- 信越放送：日曜日 24:00 - 24:30
- 北陸放送：日曜日 21:00 - 21:30 （※1988年10月 - 1989年4月）
- 福井放送：日曜日 22:30 - 23:00 （1987年10月 - 1988年9月）→ 土曜日 21:00 - 21:30 （1988年10月 - 1989年4月）
- 中国放送：土曜日 21:00 - 21:30 （1987年10月 - 1988年3月▲）→ 土曜日 22:00 - 22:30 （◎1988年10月 - 1989年4月）
- 高知放送：土曜日 21:00 - 21:30 （1987年10月 - 1988年3月▲）
- KBCラジオ：土曜日 23:00 - 23:30 （1987年10月 - 1988年3月）→ 土曜日 16:30 - 17:00 （1988年4月 - 1988年9月）→ 土曜日 20:30 - 21:00 （1988年10月 - 1989年4月）